# Praia de Melides
Praia de Melides é uma praia situada na freguesia de Melides, Município de Grândola, Portugal, distando da aldeia sede de freguesia cerca de 6 km.

## Descrição
Fica situada junto à Lagoa de Melides, na língua de areia que separa a água doce das ondas do oceano. Os bons acessos, o extenso areal, a existência de restaurantes e um bem sucedido mercado de aluguer de quartos particulares tornaram-na numa das mais procuradas praias da região. Os estrangeiros enamoraram-se da vila (situada a cerca de 4 quilómetros da praia) e das matas dos arredores sendo presença constante nos restaurantes da praia.
A praia é vigiada tendo acesso por estrada até junto à praia, com estacionamento acessível para carros e autocarros, havendo alguns equipamentos de apoio à actividade balnear, além de um parque de campismo a cerca de 1 km.
Praia onde terá naufragado uma noite Fernão Mendes Pinto, atacado por corsários franceses. 

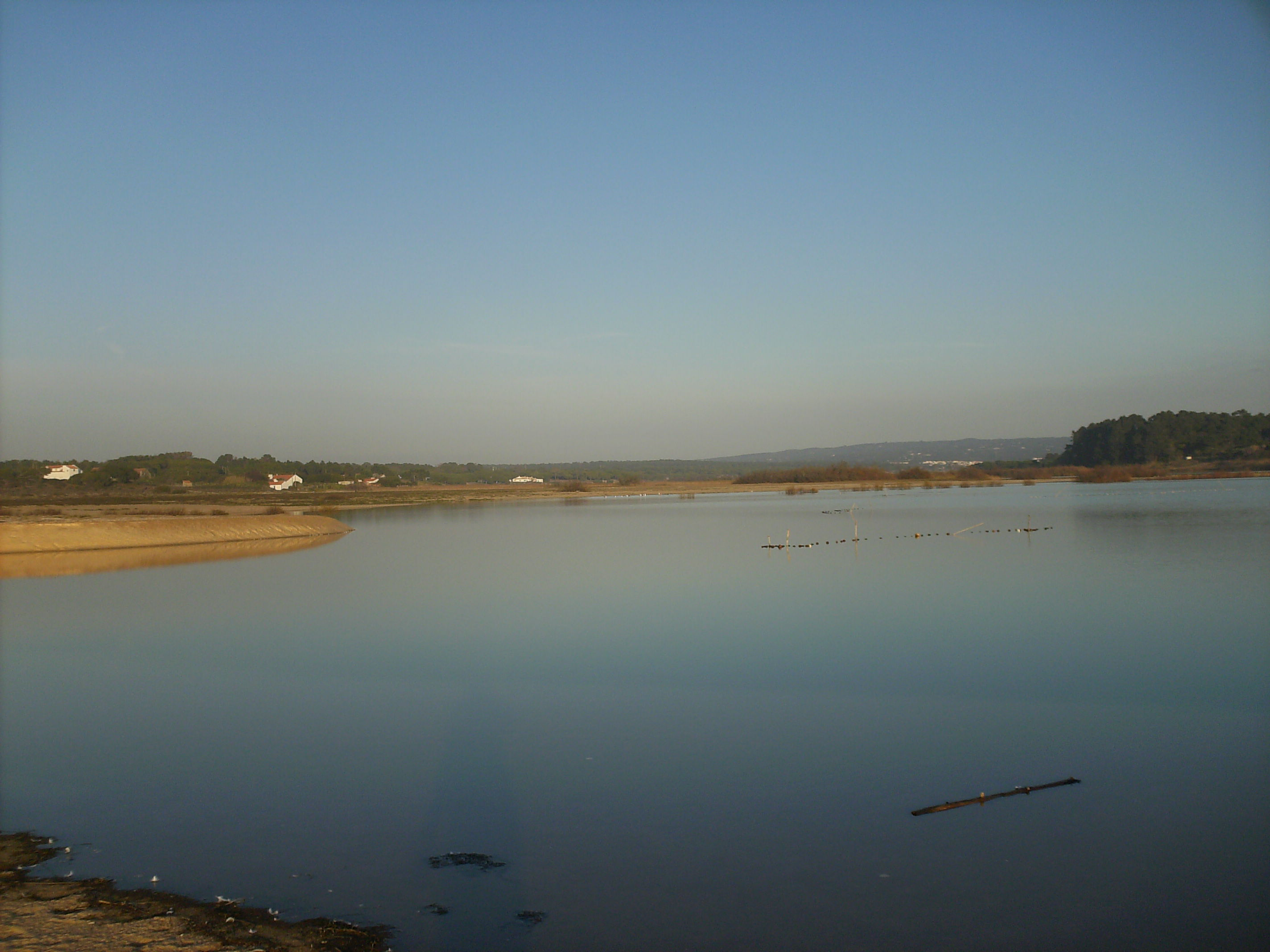
Lagoa de Melides vista do lado do mar.
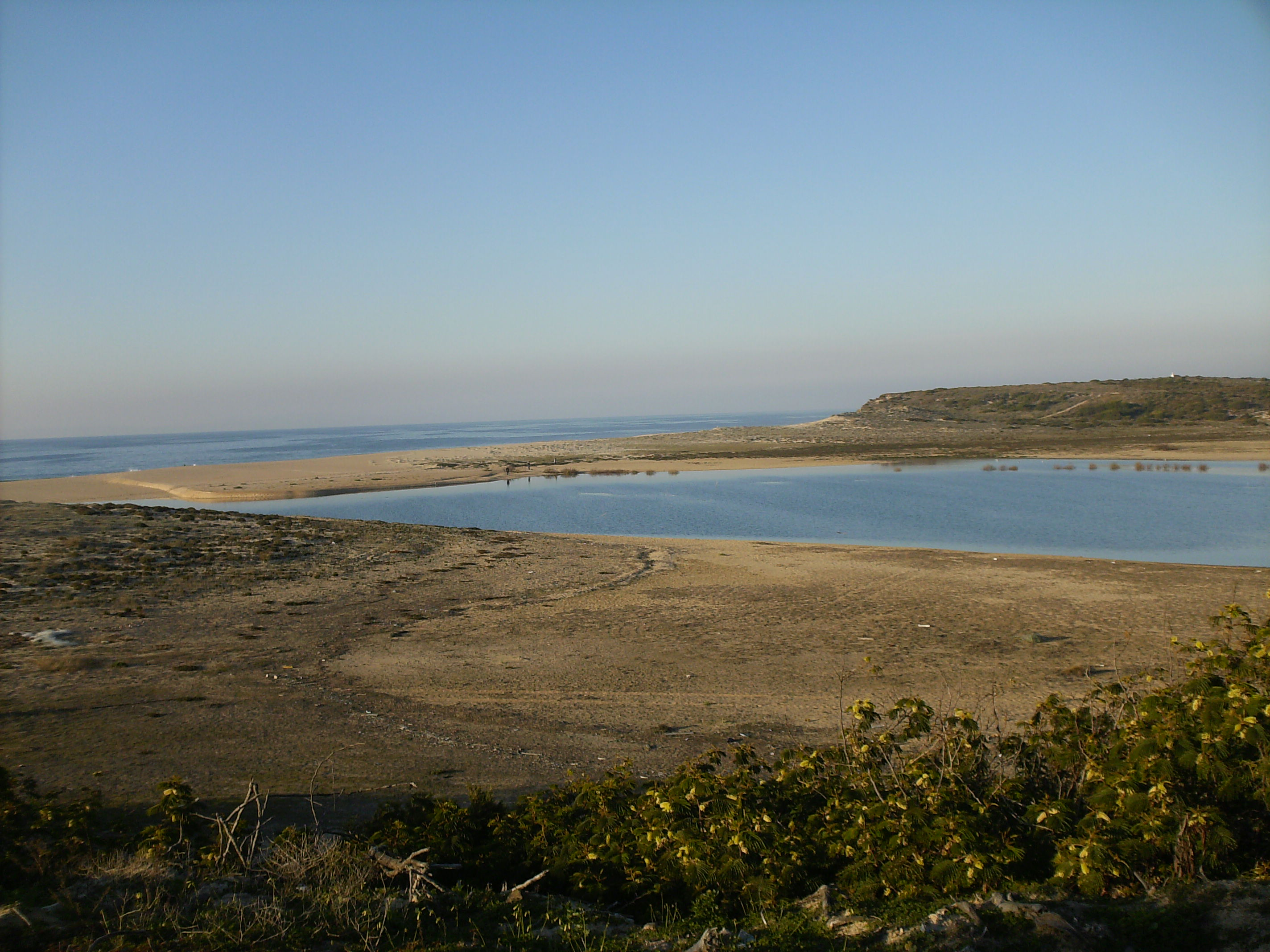
Lagoa e praia de Melides vistas do acesso à praia.
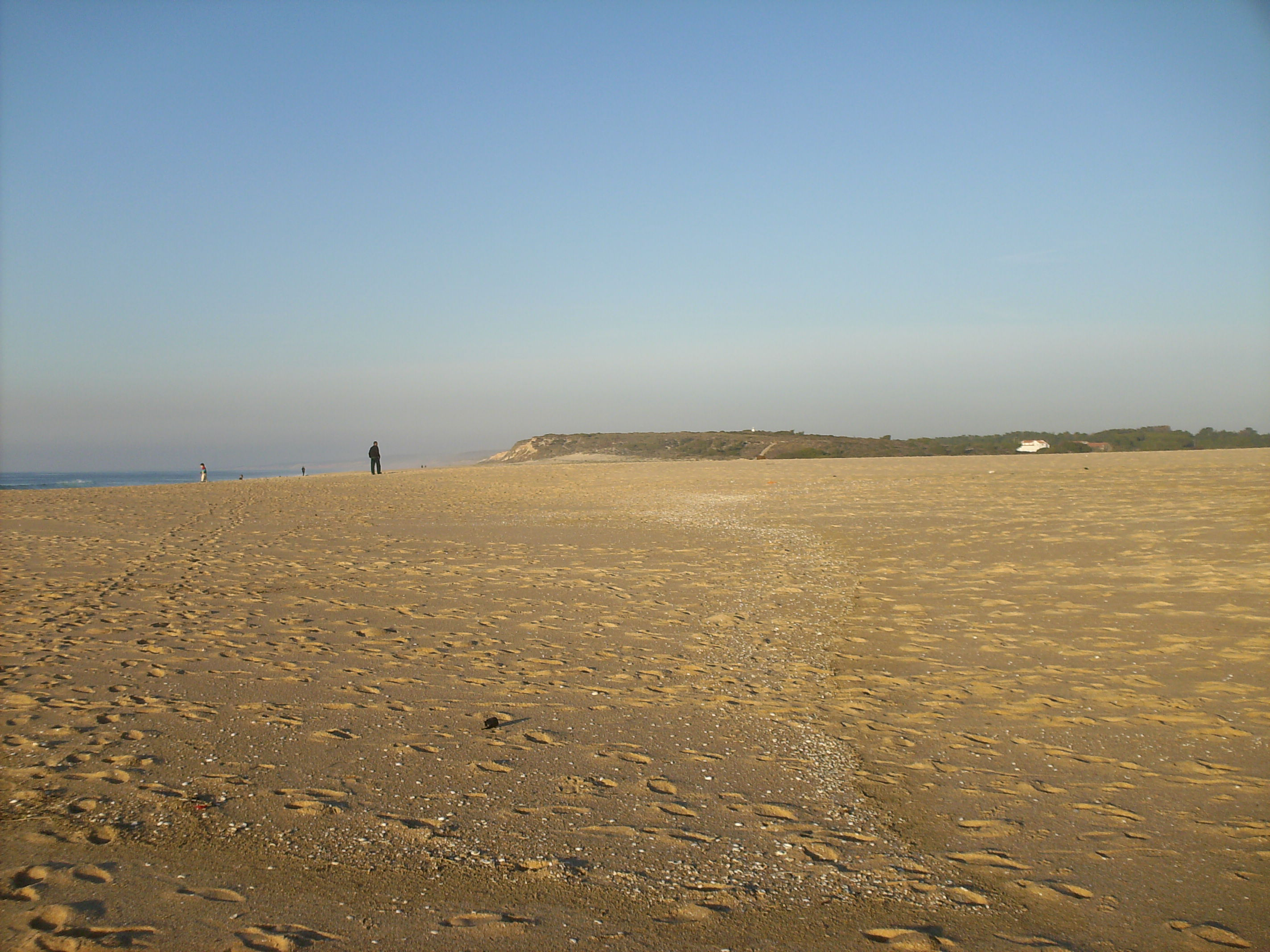
Vista do areal para norte.